# Grand Prix-seizoen 1928
Het Grand Prix-seizoen 1928 was het op twee na laatste Grand Prix-jaar voordat het Europees kampioenschap werd verreden. Het seizoen begon op 11 maart en eindigde op 9 september na twee Grandes Épreuves en 24 andere races.

## Kalender

### Grandes Épreuves
| Ronde | Datum       | Grand Prix       | Circuit      | Winnaar      | Constructeur | Verslag |
| ----- | ----------- | ---------------- | ------------ | ------------ | ------------ | ------- |
| 1     | 30 mei      | Indianapolis 500 | Indianapolis | Louis Meyer  | Miller       | verslag |
| 2     | 9 september | Italië/Europa    | Monza        | Louis Chiron | Bugatti      | verslag |

### Andere races
| Datum       | Land      | Racenaam                     | Circuit       | Winnaar               | Constructeur | Verslag |
| ----------- | --------- | ---------------------------- | ------------- | --------------------- | ------------ | ------- |
| 11 maart    | Italië    | Grand Prix van Tripoli       | Tripoli       | Tazio Nuvolari        | Bugatti      | verslag |
| 11 maart    | Frankrijk | Circuit d'Esterel Plage      | Saint-Raphaël | Louis Chiron          | Bugatti      | verslag |
| 25 maart    | Italië    | Pozzo Circuit                | Pozzo         | Tazio Nuvolari        | Bugatti      | verslag |
| 1 april     | Frankrijk | Grand Prix van de Riviera    | Cannes        | Louis Chiron          | Bugatti      | verslag |
| 9 april     | Frankrijk | Grand Prix van Antibes       | Garoupe       | Louis Chiron          | Bugatti      | verslag |
| 22 april    | Italië    | Alessandria Circuit          | Alessandria   | Tazio Nuvolari        | Bugatti      | verslag |
| 6 mei       | Italië    | Coppa Florio                 | Madonie       | Albert Divo           | Bugatti      | verslag |
| 6 mei       | Italië    | Targa Florio                 | Madonie       | Albert Divo           | Bugatti      | verslag |
| 6 mei       | Frankrijk | Grand Prix van Algerije      | Staouéli      | Marcel Lehoux         | Bugatti      | verslag |
| 13 mei      | Italië    | Messina Cup                  | Messina       | Edwald Probst         | Bugatti      | verslag |
| 16 mei      | Frankrijk | Grand Prix van Bourgondië    | Dijon         | Jannine Jennky        | Bugatti      | verslag |
| 20 mei      | Italië    | Etna Cup                     | Catanaia      | Baconin Borzacchini   | Maserati     | verslag |
| 3 juni      | Tunesië   | Grand Prix van Tunis         | Le Bardo      | Marcel Lehoux         | Bugatti      | verslag |
| 3 juni      | Italië    | Mugello Circuit              | Mugello       | Emilio Materassi      | Talbot       | verslag |
| 10 juni     | Italië    | Grand Prix van Rome          | Tre Fontane   | Louis Chiron          | Bugatti      | verslag |
| 10 juni     | Frankrijk | Grand Prix van Picardië      | Péronne       | Henry Auber           | Bugatti      | verslag |
| 10 juni     | België    | Thuin Circuit                | Thuin         | "Delzaert"            | Bugatti      | verslag |
| 24 juni     | Italië    | Cremona Circuit              | Cremona       | Luigi Arcangeli       | Talbot       | verslag |
| 8 juli      | Frankrijk | Grand Prix de la Marne       | Reims-Gueux   | Louis Chiron          | Bugatti      | verslag |
| 25 juli     | Spanje    | Grand Prix van San Sebastián | Lasarte       | Louis Chiron          | Bugatti      | verslag |
| 4 augustus  | Italië    | Coppa Acerbo                 | Pescara       | Giuseppe Campari      | Alfa Romeo   | verslag |
| 19 augustus | Italië    | Coppa Montenero              | Montenero     | Emilio Materassi      | Talbot       | verslag |
| 23 augustus | Frankrijk | Grand Prix van La Baule      | La Baule      | Pierre Blacque Belair | Bugatti      | verslag |
| 9 september | Frankrijk | Grand Prix van Boulogne      | Boulogne      | Malcolm Campbell      | Delage       | verslag |

1894 · 1895 · 1896 · 1897 · 1898 · 1899 · 1900 · 1901 · 1902 · 1903 · 1904 · 1905 · 1906 · 1907 · 1908 · 1909 · 1910 · 1911 · 1912 · 1913 · 1914 · 1915 · 1916 · Eerste Wereldoorlog · 1919 · 1920 · 1921 · 1922 · 1923 · 1924 · 1925 · 1926 · 1927 · 1928 · 1929 · 1930 · 1931 · 1932 · 1933 · 1934 · 1935 · 1936 · 1937 · 1938 · 1939 · 1940-1945 (Tweede Wereldoorlog) · 1946 · 1947 · 1948 · 1949 
 Lijst van Grand Prix-wedstrijden voor 1950